# Coenie Oosthuizen
Coenie Oosthuizen (nacido en Potchefstroom el 22 de marzo de 1989) es un jugador de rugby sudafricano, que juega de Pilar para la selección de rugby de Sudáfrica y, a partir de 2019, para el equipo de Sale Sharks en el Aviva Premiership.
Terminó la Currie Cup de 2010 como el mayor anotador de tries de los Cheetahs. Debutó con la selección sudafricana se produjo en un partido contra Inglaterra en Durban el 9 de junio de 2012. Ha formado parte de la selección sudafricana que ganó el bronce en la Copa del Mundo de Rugby de 2015 celebrada en Inglaterra.